# 阿拉貢人
阿拉貢人，是西班牙東北部內陸的羅曼語民族，被視為西班牙人中的次群體。他們的語言阿拉貢語在中世紀可能在整個阿拉貢王國、納瓦拉王國和拉里奧哈使用，如今已成為一種嚴重瀕危的語言，在北部山區只有大約25,000人使用。在2020年人口有1,192,111人。
與他們關係較密切的民族是加泰隆尼亞人和瓦倫西亞人。